# Strayed Lights
 (juin 2023).
Strayed Lights est un jeu vidéo d'action-aventure développé et édité par le studio indépendant français Embers. Le jeu est sorti le 25 avril 2023 sur Microsoft Windows, Xbox One, Xbox Series, PlayStation 4, PlayStation 5 et Nintendo Switch,.

## Synopsis
Strayed Lights est un jeu d'action-aventure atmosphérique mettant en scène des combats fluides et un monde complexe imprégné de mystère. Vous êtes une petite lumière grandissante en quête de transcendance. Explorez un monde de ruines et d'arbres lumineux, où résident des entités aux lumières vacillantes et aux ombres luminescentes.

## Système de jeu
Le jeu se joue à la troisième personne. Dans ce jeu, le personnage principal devra affronter des créatures massives lors de combats rappelant ceux de Dark Souls. Le but sera de maîtriser les parades et les esquives afin d'accumuler l'énergie de vos ennemis, jusqu'à ce que vous puissiez déclencher une attaque surpuissante. Une particularité de ce système est que vous devrez alterner entre deux formes (bleue et orange) en synchronisation avec la couleur de l'ennemi.

## Développement
Strayed Lights est le premier jeu développé par le studio français Embers, fondé en 2019 à Strasbourg.

## Musique
La bande originale du jeu a été principalement composée par le compositeur Austin Wintory reconnu pour ses musiques pour les jeux vidéo flOw, Journey et The Banner Saga.